# Pierre Aubertin
Pour les articles homonymes, voir Aubertin.
Pierre Aubertin, né le 22 mars 1915 à Vitry-le-François dans la Marne et mort le 7 mars 1949 à Lyon était un officier de l'Armée de l'air de la France libre et compagnon de la Libération.

## Biographie
Il entre en 1934 à l'École spéciale militaire de Saint-Cyr, après son baccalauréat d'où il sort sous-lieutenant en octobre 1936 et opte pour l'Armée de l'air.
En octobre 1938, il est promu lieutenant, effectue un stage au groupe aérien d'observation 520 de Nancy puis un autre à Melun où il obtient son brevet de pilote en novembre 1939.
En janvier 1940, il est envoyé en stage au Maroc à l'école de perfectionnement au pilotage de Meknès.
Membres de l'école de perfectionnement au pilotage de Meknès, le capitaine Jacques de Vendeuvre et ses compagnons, les capitaines Gustave Lager et Michel Meyrand, les lieutenants Pierre Aubertin et Pierre Tassin de Saint-Péreuse et le sous-lieutenant Robert Weill sont à Casablanca, en partance pour la France quand ils apprennent la demande d'armistice du maréchal Pétain. Ils décident de continuer le combat en Afrique du Nord si le général Noguès commandant en chef du théâtre d'opération d'Afrique du Nord confirme sa volonté de ne pas accepter l'armistice et dans le cas contraire de rejoindre l'Angleterre.
Quand le 29 juin 1940 leur parvient la nouvelle de la libération de l'ensemble des prisonniers de guerre italiens détenus au Maroc et la décision qu'au 1er juillet, tous les avions doivent être rendus inutilisables, ils décident de partir pour rejoindre l'Angleterre.
Le 30 juin 1940, les six aviateurs, rejoints par le lieutenant Jean-Pierre Berger et le sous-lieutenant Bertrand Jochaud du Plessix, prennent la navette qui les conduit, comme d'habitude, sur le terrain d'aviation de Berrechid situé à une cinquantaine de kilomètres au Sud de Casablanca.
Munis de faux ordres de mission, ils prennent trois Glenn Martin.
- Dans le premier appareil piloté par le capitaine Jacques de Vendeuvre, prennent place le lieutenant Jean-Pierre Berger et le sous-lieutenant Bertrand Jochaud du Plessis.
- Dans le second appareil piloté par le capitaine Gustave Lager, prennent place les lieutenants Pierre Aubertin et Pierre Tassin de Saint-Péreuse.
- Dans le troisième appareil piloté par le capitaine Michel Meyrand, essaye de prendre place le sous-lieutenant Robert Weill. Celui-ci n'arrivant pas à ouvrir la porte arrière de l'appareil, monte finalement dans le premier appareil piloté par Vendeuvre.

À 16 heures, les avions décollent et parcourent le chemin sans incident. Parvenu à hauteur de Gibraltar, les appareils pilotés par Lager et Meyrand se posent sans encombre sur le terrain du Rocher surprenant la vigilance de la DCA espagnole de Franco. L'appareil de Vendeuvre, plus lent car surchargé, est alors pris à partie par l'ensemble des canons antiaérien espagnols et s'écrase dans le port. Les vedettes britanniques venues à leurs secours recueillent les 4 premiers morts de la France libre.
Arrivé en Angleterre le 15 juillet 1940, il s'engage immédiatement dans les Forces aériennes françaises libres et est envoyé au camp de St Athan (en), avant d'être affecté, début novembre 1940, à l'école de pilotage d'Odiham.
En décembre 1940, il est muté sur le cuirassé Courbet, puis en janvier 1941 au dépôt central de Camberley et en mars à l'état-major des FAFL à Londres comme officier adjoint.
En janvier 1942, il est versé dans la Royal Air Force et suit des entrainements à Sywell (en) puis Cranwell.
En janvier 1943, Pierre Aubertin est affecté au No. 602 Squadron RAF. Il est promu capitaine en mars et est nommé commandant d'une des deux escadrilles fin 1943.
En juillet 1944, il rejoint l'État-major des forces aériennes en Grande-Bretagne.
En mars 1945, il est promu commandant et prend le commandement, le 15 avril 1945, du No. 340 (Free French) Squadron RAF en remplacement du commandant Olivier Massart dont l'avion est abattu au-dessus de l'Allemagne.
En novembre 1945, il est nommé à Versailles.
Malade, il décède à l'hôpital Desgenettes de Lyon le 7 mars 1949.

## Décorations et médailles
- Officier de la Légion d'honneur[Quand ?]
- Compagnon de la Libération par décret du 28 Mai 1945[5]
- Croix de guerre 1939-1945 (6 citations)
- Médaille de la Résistance française par décret du 9 octobre 1945[6]
- Distinguished Flying Cross (Royaume-Uni) avec citation
- Mention in a Despatch (GB)